# 엘리오츠미시아
엘리오츠미시아(학명:Ellitsmithia longiceps)는 도마뱀목 바라놉스과에 속하는 도마뱀이다. 지금은 멸종된 종으로서 전체적인 몸길이가 1~2m인 중형급의 몸을 가진 도마뱀에 속한다.

## 특징
엘리오츠미시아는 남아프리카 공화국의 후기 미들페르미아에서 발견된 작은 바라노피드 시냅스이다. 초대륙 곤드와나에서 알려진 유일한 기저 시냅시드 '플라이코사우루스'로 현재까지는 2개 표본만 산출됐다. 그것의 종 이름은 긴 머리라는 뜻의 라틴어에서 유래되었다. 알려진 엘리오츠미티아 화석은 보포트 하층 그룹의 타피노세팔루스 조립 구역 경계 내에 있는 아브라함스크라알 형성 암석으로부터 복구되었다. 엘리오츠미시아는 곤충과 작은 척추동물을 사냥한 작은 육식동물로 여겨진다. 그것은 먹이를 낚아채기 위해 반복되고 평범하게 납작해진 톱니 모양의 이빨과 함께 길고 가느다란 주둥이를 가지고 있었다. 1917년에 반 회펜 박사는 엘리오츠미시아의 화석 홀로형을 발견했다. 홀로타입은 두개골, 앞부분이 대부분 없어진 하악골, 아틀라스 축 복합체, 늑골 파편, 피부 오사화로 완성된 처음 네 개의 경추로 구성되었다. 반 회펜은 서부 케이프(Western Cape)에 있는 앨버트 왕자(Prince Albert) 근처의 타피노세팔루스 조립구역과 연관된 바위에서 이 화석을 발견했다. 이 표본은 1937년에 유명한 고생물학자와 의사인 로버트 브룸 박사가 이 화석을 간략하게 설명하고 이름을 붙일 때까지 원하지 않았다. 그러나 브룸은 그의 묘사에서 그다지 자세히 다루지 않았다. 몇몇 연구자들은 화석에 대한 간단한 설명을 제공하면서 수십년에 걸쳐 논문을 작성했다. 1990년대에 홀로타입 화석에 대한 새로운 연구는 엘리오츠미시아를 바라놉시스드 "페리코사우루스" 시냅시드로 분류했다. 또 다른 표본은 2001년에 발견되었다. 2010년에 가능한 세 번째 표본이 프리스테로그나투스 조립 구역에서 회수되었지만 이 표본은 더 많은 연구가 필요하다. 알려진 엘리오츠미티아 화석은 보포트 그룹의 아브라함스크라알 형성 미들페미안 타피노세팔루스 조립 구역의 암석 퇴적물에서 발견되었다. 엘리오츠미시아의 또 다른 가능한 표본은 최신 미들페미안 시대의 프리스테로그나투스 조립 구역의 하층 테클루프 형성으로부터 회수되었다. 엘리오츠미시아는 특히 치료제가 지배적인 곤드와나 내에서 기초 바라놉세이드 시냅스들의 세계적 범위에 대한 증거를 제공하기 때문에 매우 중요한 화석종이다. 엘리오츠미시아는 현재 기초적인 바라놉시스드 에우펠리코사우루스 시냅시드이며 비공식적인 플라이코사우루스 그룹의 일부라는 것이 인정되고 있다. 최근 두개골에 대한 고생물학 분석 결과로는 북아메리카의 바라놉스, 아에로사우루스, 바라노돈으로 구성된 바라놉시드 쇄골에 이 기저 시냅시드를 자매 택슨으로 자신 있게 배치했다. 엘리오츠미시아의 화석에 대한 연구는 거의 시도되지 않았고 이 종은 더 많은 연구를 할 수 있다.

## 생존시기와 서식지와 화석의 발견
엘리오츠미사아가 생존했었던 시기는 고생대의 페름기로서 지금으로부터 2억 9000만년전~2억 4500만년전에 생존했었던 종이다. 생존했었던 시기에는 아프리카를 중심으로 하여 당시에 존재하였던 초원 및 산맥의 열대우림이나 밀림에서 주로 서식했었던 도마뱀이다. 화석의 발견은 1937년에 아프리카의 페름기에 형성된 지층에서 미국의 고생물학자인 로버트 브룸에 의하여 처음으로 화석이 발견되어 새롭게 명명된 종이다.

## 같이 보기
- 파충류
- 고생대
- 페름기
- 도마뱀
- 화석